# Damernas sprint i bancykling vid olympiska sommarspelen 2016
Damernas sprint i bancykling vid olympiska sommarspelen 2016 avgjordes den 14-16 augusti 2016 i Rio de Janeiro.

## Medaljörer
| Event           | Guld                    | Silver                     | Brons                        |
| Damernas sprint | Kristina Vogel Tyskland | Becky James Storbritannien | Katy Marchant Storbritannien |

## Resultat

### Kval
| Placering | Cyklist                   | Tid    | Genomsnittlig hastighet (km/h) | Noterningar |
| --------- | ------------------------- | ------ | ------------------------------ | ----------- |
| 1         | Becky James (GBR)         | 10,721 | 67,158                         | Q, OR       |
| 2         | Katy Marchant (GBR)       | 10,787 | 66,747                         | Q           |
| 3         | Lee Wai Sze (HKG)         | 10,800 | 66,667                         | Q           |
| 4         | Elis Ligtlee (NED)        | 10,803 | 66,648                         | Q           |
| 5         | Zhong Tianshi (CHN)       | 10,820 | 66,543                         | Q           |
| 6         | Kristina Vogel (GER)      | 10,865 | 66,268                         | Q           |
| 7         | Natasha Hansen (NZL)      | 10,871 | 66,231                         | Q           |
| 8         | Stephanie Morton (AUS)    | 10,875 | 66,207                         | Q           |
| 9         | Anna Meares (AUS)         | 10,947 | 65,771                         | Q           |
| 10        | Simona Krupeckaitė (LTU)  | 10,978 | 65,586                         | Q           |
| 11        | Anastasia Vojnova (RUS)   | 10,985 | 65,544                         | Q           |
| 12        | Kate O'Brien (CAN)        | 11,020 | 65,336                         | Q           |
| 13        | Laurine van Riessen (NED) | 11,023 | 65,318                         | Q           |
| 14        | Miriam Welte (GER)        | 11,038 | 65,229                         | Q           |
| 15        | Gong Jinjie (CHN)         | 11,068 | 65,052                         | Q           |
| 16        | Virginie Cueff (FRA)      | 11,099 | 64,871                         | Q           |
| 17        | Monique Sullivan (CAN)    | 11,143 | 64,615                         | Q           |
| 18        | Olga Ismajilova (AZE)     | 11,152 | 64,562                         | Q           |
| 19        | Tania Calvo (ESP)         | 11,162 | 64,505                         |             |
| 20        | Lisandra Guerra (CUB)     | 11,171 | 64,453                         |             |
| 21        | Fatehah Mustapa (MAS)     | 11,207 | 64,246                         |             |
| 22        | Daria Sjmeleva (RUS)      | 11,230 | 64,114                         |             |
| 23        | Olivia Podmore (NZL)      | 11,315 | 63,632                         |             |
| 24        | Juliana Gaviria (COL)     | 11,505 | 62,581                         |             |
| 25        | Sandie Clair (FRA)        | 11,517 | 62,516                         |             |
| 26        | Helena Casas (ESP)        | 11,707 | 61,502                         |             |
| 27        | Ebtissam Mohamed (EGY)    | 11,920 | 60,403                         |             |

### Första omgången
| Namn                  | Tid    | Genomsnittlig hastighet (km/h) |
| --------------------- | ------ | ------------------------------ |
| Becky James (GBR)     | 11,367 | 63,285                         |
| Olga Ismajilova (AZE) | +0,165 | +0,165                         |

| Namn                 | Tid    | Genomsnittlig hastighet (km/h) |
| -------------------- | ------ | ------------------------------ |
| Lee Wai Sze (HKG)    | 11,355 | 63,408                         |
| Virginie Cueff (FRA) | +0,089 | +0,089                         |

| Namn                | Tid    | Genomsnittlig hastighet (km/h) |
| ------------------- | ------ | ------------------------------ |
| Zhong Tianshi (CHN) | 11,310 | 63,660                         |
| Miriam Welte (GER)  | +0,499 | +0,499                         |

| Namn                 | Tid    | Genomsnittlig hastighet (km/h) |
| -------------------- | ------ | ------------------------------ |
| Natasha Hansen (NZL) | 11,400 | 63,157                         |
| Kate O'Brien (CAN)   | +0,183 | +0,183                         |

| Namn                     | Tid    | Genomsnittlig hastighet (km/h) |
| ------------------------ | ------ | ------------------------------ |
| Simona Krupeckaitė (LTU) | 11,308 | 63,671                         |
| Anna Meares (AUS)        | +0,408 | +0,408                         |

| Namn                   | Tid    | Genomsnittlig hastighet (km/h) |
| ---------------------- | ------ | ------------------------------ |
| Katy Marchant (GBR)    | 11,499 | 62,614                         |
| Monique Sullivan (CAN) | +0,150 | +0,150                         |

| Namn               | Tid    | Genomsnittlig hastighet (km/h) |
| ------------------ | ------ | ------------------------------ |
| Elis Ligtlee (NED) | 11,425 | 63,019                         |
| Gong Jinjie (CHN)  | +0,104 | +0,104                         |

| Namn                      | Tid    | Genomsnittlig hastighet (km/h) |
| ------------------------- | ------ | ------------------------------ |
| Kristina Vogel (GER)      | 11,279 | 63,835                         |
| Laurine van Riessen (NED) | +0,179 | +0,179                         |

| Namn                    | Tid    | Genomsnittlig hastighet (km/h) |
| ----------------------- | ------ | ------------------------------ |
| Anastasia Vojnova (RUS) | 11,503 | 62,592                         |
| Stephanie Morton (AUS)  | +0,097 | +0,097                         |

### Första återkvalsomgången
| Namn                      | Tid    | Genomsnittlig hastighet (km/h) |
| ------------------------- | ------ | ------------------------------ |
| Anna Meares (AUS)         | 11,716 | 61,454                         |
| Olga Ismajilova (AZE)     | +0,065 | +0,065                         |
| Laurine van Riessen (NED) | +0,072 | +0,072                         |

| Namn                   | Tid    | Genomsnittlig hastighet (km/h) |
| ---------------------- | ------ | ------------------------------ |
| Miriam Welte (GER)     | 11,466 | 62,794                         |
| Kate O'Brien (CAN)     | +0,061 | +0,061                         |
| Monique Sullivan (CAN) | +0,154 | +0,154                         |

| Namn                   | Tid    | Genomsnittlig hastighet (km/h) |
| ---------------------- | ------ | ------------------------------ |
| Virginie Cueff (FRA)   | 11,496 | 62,630                         |
| Stephanie Morton (AUS) | +0,012 | +0,012                         |
| Gong Jinjie (CHN)      | +0,188 | +0,188                         |

### Andra omgången
| Namn                 | Tid    | Genomsnittlig hastighet (km/h) |
| -------------------- | ------ | ------------------------------ |
| Becky James (GBR)    | 11,375 | 63,296                         |
| Virginie Cueff (FRA) | +0,037 | +0,037                         |

| Namn              | Tid    | Genomsnittlig hastighet (km/h) |
| ----------------- | ------ | ------------------------------ |
| Lee Wai Sze (HKG) | 11,551 | 62,332                         |
| Anna Meares (AUS) | +0,081 | +0,081                         |

| Namn                    | Tid    | Genomsnittlig hastighet (km/h) |
| ----------------------- | ------ | ------------------------------ |
| Anastasia Vojnova (RUS) | 11,271 | 63,880                         |
| Zhong Tianshi (CHN)     | +0,001 | +0,001                         |

| Namn                | Tid    | Genomsnittlig hastighet (km/h) |
| ------------------- | ------ | ------------------------------ |
| Katy Marchant (GBR) | 12,247 | 58,789                         |
| Miriam Welte (GER)  | +0,343 | +0,343                         |

| Namn                     | Tid    | Genomsnittlig hastighet (km/h) |
| ------------------------ | ------ | ------------------------------ |
| Elis Ligtlee (NED)       | 11,360 | 63,380                         |
| Simona Krupeckaitė (LTU) | +0,033 | +0,025                         |

| Namn                 | Tid    | Genomsnittlig hastighet (km/h) |
| -------------------- | ------ | ------------------------------ |
| Kristina Vogel (GER) | 11,197 | 64,302                         |
| Natasha Hansen (NZL) | +0,092 | +0,092                         |

### Andra återkvalet
| Namn                     | Tid    | Genomsnittlig hastighet (km/h) |
| ------------------------ | ------ | ------------------------------ |
| Simona Krupeckaitė (LTU) | 11,614 | 61,994                         |
| Virginie Cueff (FRA)     | +0,001 | +0,001                         |
| Natasha Hansen (NZL)     | +0,150 | +0,150                         |

| Namn                | Tid    | Average speed (km/h) |
| ------------------- | ------ | -------------------- |
| Zhong Tianshi (CHN) | 11,557 | 62,299               |
| Anna Meares (AUS)   | +0,082 | +0,082               |
| Miriam Welte (GER)  | +1,766 | +1,766               |

### Placeringar 9-12 plats
| Namn                 | Tid    | Genomsnittlig hastighet (km/h) | Rank |
| -------------------- | ------ | ------------------------------ | ---- |
| Natasha Hansen (NZL) | 11,852 | 61,042                         | 9    |
| Anna Meares (AUS)    | +0,068 | +0,068                         | 10   |
| Miriam Welte (GER)   | +0,174 | +0,174                         | 11   |
| Virginie Cueff (FRA) | +0,181 | +0,181                         | 12   |

### Kvartsfinaler
| Namn                | Tid (Lopp 1) | Tid (Lopp 2) |
| ------------------- | ------------ | ------------ |
| Becky James (GBR)   | 11,289       | 11,243       |
| Zhong Tianshi (CHN) | +0,025       | +0,016       |

| Namn                     | Tid (Lopp 1) | Tid (Lopp 2) |
| ------------------------ | ------------ | ------------ |
| Katy Marchant (GBR)      | 11,225       | 11,342       |
| Simona Krupeckaitė (LTU) | +1,139       | +0,232       |

| Namn                 | Tid (Lopp 1) | Tid (Lopp 2) |
| -------------------- | ------------ | ------------ |
| Kristina Vogel (GER) | 11,230       | 11,373       |
| Lee Wai Sze (HKG)    | +0,044       | +0,189       |

| Namn                    | Tid (Lopp 1) | Tid (Lopp 2) |
| ----------------------- | ------------ | ------------ |
| Elis Ligtlee (NED)      | 11,405       | 11,391       |
| Anastasia Vojnova (RUS) | +0,033       | +0,007       |

### Placeringar 5-8 plats
| Namn                     | Tid    | Genomsnittlig hastighet (km/h) | Placering |
| ------------------------ | ------ | ------------------------------ | --------- |
| Zhong Tianshi (CHN)      | 11,197 | 64,302                         | 5         |
| Lee Wai Sze (HKG)        | +0,005 | +0,005                         | 6         |
| Simona Krupeckaitė (LTU) | +0,203 | +0,203                         | 7         |
| Anastasia Vojnova (RUS)  | +0,353 | +0,353                         | 8         |

### Semifinaler
| Namn               | Tid (Lopp 1) | Tid (Lopp 2) |
| ------------------ | ------------ | ------------ |
| Becky James (GBR)  | 11,246       | 10,970       |
| Elis Ligtlee (NED) | +0,038       | +0,400       |

| Namn                 | Tid (Lopp 1) | Tid (Lopp 2) |
| -------------------- | ------------ | ------------ |
| Kristina Vogel (GER) | 11,302       | 11,153       |
| Katy Marchant (GBR)  | +0,065       | +0,089       |

### Finaler
Bronsmatch
| Namn                | Tid (Lopp 1) | Tid (Lopp 2) |
| ------------------- | ------------ | ------------ |
| Katy Marchant (GBR) | 11,237       | 11,424       |
| Elis Ligtlee (NED)  | +0,087       | +0,007       |

Final
| Namn                 | Tid (Lopp 1) | Tid (Lopp 2) |
| -------------------- | ------------ | ------------ |
| Kristina Vogel (GER) | 11,237       | 11,312       |
| Becky James (GBR)    | +0,016       | +0,004       |